# Macon megye (Alabama)
Macon megye az Amerikai Egyesült Államokban, azon belül Alabama államban található. Az állam kelet-középső részén található Macon megyében található a híres Tuskegee Egyetem , amelyet 1881-ben Booker T. Washington alapított Tuskegee Normal School néven. A megye adott otthont George Washington Carver innovatív kutatónak , aki évtizedeken át tanított a Tuskegee-ben, és a polgári jogok úttörője, Rosa Parks 1913-ban született Tuskegee-ben. A második világháború alatt Tuskegee volt az otthona a Tuskegee Airmennek , az afroamerikaiak első századának pilóták az amerikai hadseregben. A megye a hírhedt Tuskegee Syphilis Study helyszíne is volt . Macon megyét egy választott öttagú megyei bizottság irányítja, és három bejegyzett közösséget foglal magában: Notasulga , Shorter és Tuskegee. Megyeszékhelye és legnagyobb városa Tuskegee. Lakosainak száma 19 532 fő (2020. április 1.). Macon megye Bullock, Elmore, Lee, Montgomery, Russell és Tallapoosa megyékkel határos.

## Történet
Macon megyét az alabamai törvényhozás 1832. december 18-án hozta létre , bár a megye végleges határai 1866-ban alakultak ki. A megyét a creek indiánok márciusi utolsó engedményeként megszerzett területekből hozták létre. 1832-ben, a cussetai szerződésben . Macon megyét Nathaniel Macon ról nevezték el, egy kiváló katonáról és egy észak-karolinai amerikai szenátorról. Macon legkorábbi telepeseinek többsége Tennessee-ből, Kentucky-ból, Virginia államból és a Carolina államból érkezett az Old Federal Roadon keresztül , amely összeköti Washington DC-t New Orleans-szal. Macon megye legkorábbi városai és települései Tuskegee, Shorter, Franklin és Notasulga voltak. Tuskegee 1832-ben Macon megye első és egyetlen megyeszékhelye lett. Az eredeti bírósági épületek egyszerű rönk- és faszerkezetek voltak. A tizenkilencedik század közepén a megye újjáéledő és román stílusú téglaépületet emelt vízköpőkkel kiegészítve. A mai napig a megyei bíróság épületeként működik, és 1978-ban szerepel a Nemzeti Történelmi Helyek Nyilvántartásában.
A tizenkilencedik század végén Macon megye az afroamerikai oktatás fontos központja volt. Booker T. Washington 1881-ben létrehozta a Tuskegee Normal School-t afroamerikai tanárok képzésére. A később Tuskegee Institute-ként, majd Tuskegee Egyetemként ismert iskola Amerika egyik leginnovatívabb mezőgazdasági kutatóját , George Washington Carver t, valamint számos más úttörő afroamerikai kutatót és oktatót foglalkoztatott. A második világháború idején Macon megyében zajlott a hadsereg légiereje szegregált repülési kiképzési programja , amely az afro-amerikai férfiaknak adott először lehetőséget, hogy katonai repülőként szolgáljanak. Ma Tuskegee Airmen néven ismert, csaknem 1000 ember szerezte meg képesítését a Tuskegee Army Air Field-en. Tuskegee a polgárjogi mozgalom idején a gyűlések és tiltakozások fontos helyszíneként is szolgált. 1957-ben Samuel M. Engelhardt az állam szenátora , a fehér felsőbbrendűség híve és a megyei lakos olyan törvényt hajtott végre, amely átírta Tuskegee városának határait, hogy kizárja a város afroamerikai szavazóinak többségét a fehérek dominanciájának megőrzése érdekében. Az afroamerikai lakosok a faji indíttatású gerrymanderingre azzal válaszoltak, hogy több mint három évig bojkottálták a fehér tulajdonú vállalkozásokat, ami csődöt és bezárást eredményezett. Válaszul Engelhardt olyan jogszabályt támogatott, amely Macon megyét szomszédos megyékre bontotta volna, de nem léptették életbe. 1960-ban az Egyesült Államok Legfelsőbb Bírósága a Gomillion kontra Lightfoot ügyben kimondta , hogy a város határai megsértették a tizenötödik módosítást azzal, hogy megtagadták a fekete lakosok szavazati jogát, és a határokat 1961-ben felülvizsgálták. Macon megye és Tuskegee volt az egyik leghírhedtebb eseménynek az amerikai történelemben, a Tuskegee Syphilis Study. 1932 és 1972 között az Egyesült Államok Közegészségügyi Szolgálata, a Tuskegee Institute, valamint az állami, megyei és városi egészségügyi ügynökségek félrevezették a szifiliszben szenvedő afroamerikai férfiakat egy kezelési programba, miközben a kezelést visszatartották, hogy tanulmányozzák a hosszú távú szifilisz fertőzés hatásait az emberi testen.

## Népesség
A 2020-as népszámlálási becslések szerint Macon megye lakossága 19 532 volt. A válaszadók 79,9 százaléka afroamerikainak, 18,0 százaléka fehérnek, 2,1 százaléka spanyol, 1,3 százaléka két vagy több rassznak, 0,5 százaléka ázsiainak és 0,3 százaléka indiánnak vallotta magát. A megyeszékhely Tuskegee Macon megye legnagyobb városa 9395 lakossal. További jelentős népesedési központok Notasulga és Shorter. A háztartások medián jövedelme 35 450 dollár volt, szemben az állam egészére vonatkozó 52 035 dollárral, az egy főre jutó jövedelem pedig 22 170 dollár volt, szemben az állam egészének 28 934 dollárjával.
A megye népességének változása:
| Lakosok száma | 21 541 | 21 215 | 20 383 | 19 688 | 19 105 | 19 532 |
|               | 2010   | 2011   | 2012   | 2013   | 2015   | 2020   |

## Gazdaság
Az alabamai fekete öv részeként Macon megye nagyrészt mezőgazdasági terület maradt egészen a huszadik századig. A gyapot volt a megye fő növénye az 1930-as és 1940-es évekig, amikor is a gazdálkodók kukorica, széna, földimogyoró, burgonya és szójabab, valamint állat- és baromfitermesztésre szakosodtak . Bár Macon megye a huszadik század utolsó felében valamelyest átalakult a mezőgazdaságon alapuló gazdaságból az ipari alapú gazdaságba, ezt lassan és korlátozott sikerrel tette. A megye továbbra is nagyrészt vidéki és szegény . A kormány és az oktatás biztosítja a foglalkoztatás nagy részét Macon megyében.

## Foglalkoztatás
A 2020-as népszámlálási becslések szerint Macon megyében a munkaerő a következő ipari kategóriák között oszlik meg:
```
Oktatási szolgáltatások, valamint egészségügyi és szociális segélyek (30,6 százalék)
Feldolgozóipar (13,1 százalék)
Művészetek, szórakoztatás, rekreáció, valamint szállás- és étkezési szolgáltatások (12,1 százalék)
Szakmai, tudományos, gazdálkodási, valamint adminisztratív és hulladékgazdálkodási szolgáltatások (9,3 százalék)
Kiskereskedelem (8,9 százalék)
Szállítás és raktározás, valamint közművek (8,9 százalék)
Közigazgatás (6,0 százalék)
Egyéb szolgáltatások, kivéve a közigazgatást (4,7 százalék)
Pénzügy és biztosítás, valamint ingatlan, bérbeadás és lízing (3,6 százalék)
Építőipar (2,9 százalék)
Mezőgazdaság, erdőgazdálkodás , halászat és vadászat , valamint nyersanyag-kitermelés (2,0 százalék)
nagykereskedelem (0,5 százalék)
Információ (0,2 százalék)
```

## Oktatás
A Macon megyei iskolarendszer hét általános és középiskolát felügyel. A Tuskegee városában található Tuskegee Egyetem egy történelmileg fekete intézmény, amelyet 1881-ben Booker T. Washington alapított fekete tanárok képzéseként. A Tuskegee Egyetem 1985-ben szerzett egyetemi státuszt, és azóta számos tudományterületen egyetemi és posztgraduális diplomákat is kínál.

## Földrajz
A 614 négyzetmérföldet felölelő Macon megye a Coastal Plain fiziográfiai szakaszának része , és hullámzó prérikből és síkságokból áll. Rövidlevelű fenyvesek tarkítják a megye táját, amelyet a Fekete-övezet sötét, agyagos talaja borít. Macon megye nyugaton Elmore és Montgomery megyével, északon Tallapoosa és Lee megyével, nyugaton Russell megyével és délen Bullock megyével határos .
A Tallapoosa folyó és alsó mellékfolyói Macon megyében 120 halfajnak és 31 kagylófajnak adnak otthont . A Tuskegee Nemzeti Erdő 11 000 hektárnyi egykori mezőgazdasági területből áll, amelyet az 1930-as években újraerdősítettek és rekreációs céllal újjáépítettek.
Számos fő közlekedési útvonal fut át Macon megyén. A 85-ös államközi út északkelet-délnyugati irányban halad át a megye északi felén. A 29-es US Highway észak-déli irányban halad át Macon megye közepén, a US Highway 80 pedig kelet-nyugati irányban halad át a megye közepén. A Tuskegee Municipal Repülőtér Macon megye egyetlen repülőtere .

## Események és látnivalók
A Macon megyébe látogatók számára számos kikapcsolódási lehetőség kínálkozik. A Tuskegee Nemzeti Erdő, az ország legkisebb nemzeti erdeje, lehetőséget biztosít a látogatóknak kempingezésre, piknikezésre, vadászatra és lovaglásra. A park nyolc és fél mérföldnyi Bartram-ösvényt is magában foglal; Alabamában az első ösvény nemzeti szabadidős útvonalat jelölt ki, valamint számos más túraútvonalat. Booker T. Washington faházának szülőházának másolata az erdőben található, és nyitva áll a látogatók előtt. A Tuskegee-tó, a város tulajdonában lévő rekreációs terület játszótereket, piknikező helyeket és közel 92 hektárnyi vizet kínál horgászathoz, vitorlázáshoz és egyéb vízi sportokhoz.
Macon megye gazdag történelemben és kultúrában. A Tuskegee Institute National Historic Site , amely a Tuskegee Egyetem campusán található, 1974-ben a nemzeti park rendszer részévé vált. A helyszín olyan férfiakat tisztel meg, mint Booker T. Washington és George Washington Carver, akik segítettek a Tuskegee Normal Schoolt a mai napig világhírű státusz felé vezetni. Az intézet ad otthont a George Washington Carver Múzeumnak és a The Oaksnak , amely Booker T. Washington otthona. Minden májusban az intézet ad otthont az éves George Washington Carver Arts and Crafts fesztiválnak, egy egész napos fesztiválnak, amely a művészi kifejezést zenén, táncon, festményeken, szobrokon, kézművesen és árusokon keresztül ünnepli.
A Tuskegee Egyetem látogatói bejárhatják a történelmi egyetemet, amelyet hivatalos történelmi negyedként jelöltek meg, és megtekinthetik azokat az épületeket, amelyeket a Tuskegee Institute hallgatói építettek, és Robert R. Taylor , a Massachusetts Institute of Technology első afroamerikai végzettje tervezett . Bár az eredeti egyetemi kápolna 1957-ben leégett, a látogatók felkereshetik az 1969-ben elkészült új kápolnát, hogy megnézzék az első kápolnában függő ólomüveg ablakok reprodukcióját. Az ablakok „éneklő ablakok” néven ismertek, és 11 afroamerikai spirituálist ábrázolnak. A történelmi Tuskegee temető, ahol Booker T. Washington van eltemetve, a kápolna mellett található, Washington emlékműve pedig az egyetem központjának közelében található.
Az 1940-es években Tuskegee Amerika első afroamerikai katonai pilótáinak kiképzőhelye lett. A kiképzési program Tuskegee Experience néven, a pilóták és a legénység pedig a Tuskegee Airmen néven vált ismertté. A Tuskegee Airmen Nemzeti Történelmi Helyszín kiállítások és bemutatók sorozatán keresztül őrzi ennek a programnak és résztvevőinek emlékét. A Tuskegee Történeti Központ egy másik népszerű kulturális helyszín Tuskegee-ben, ahol a hírhedt Tuskegee Syphilis Study fotóival és videóival, valamint a regionális történelemmel és kultúrákkal kapcsolatos egyéb gyűjteményekkel ellátott kiállítások találhatók. Negyven történelmi gyalogos és autós túra tiszteleg a sok férfi és nő előtt, akik Tuskegeeért tettek, köztük őslakosok, európai amerikaiak és afroamerikaiak.
A Tuskegee Heritage Museum a Creek-i indiánokhoz kapcsolódó tárgyakat, valamint Booker T. Washingtonról, George Washington Carverről és a Tuskegee repülőseiről szóló emléktárgyakat mutat be. A Tuskegee Egyetem campusán található Legacy Museumot 2009-ben hozták létre a Tuskegee Syphilis Study résztvevőinek emlékének tiszteletére, és a tanulmányhoz kapcsolódó kiállításokat, valamint egy jelentős afrikai művészeti gyűjteményt kínál. A Konföderáció Egyesült Leányai által 1906 - ban épített Tuskegee Konföderációs Emlékmű Macon megye katonáit tiszteli , akik a polgárháborúban a Konföderációért harcoltak . Az emlékmű fontos tüntetés és tiltakozás helyszíne volt az 1960-as években a polgárjogi mozgalom idején. Ezenkívül a Tuskegee Repertory Theatre eredeti darabokat állít elő, amelyek tükrözik az afroamerikai kulturális örökséget, különösen a történelmi Tuskegee örökségét.